# Хірацука (Канаґава)

35°19′23″ пн. ш. 139°20′32″ сх. д. / 35.32306° пн. ш. 139.34222° сх. д.
Хіра́цука (яп. 平塚市, ひらつかし, МФА: [çiɾat͡su̥ka ɕi̥]) — місто в Японії, в префектурі Канаґава.

## Короткі відомості
Розташоване в південній частині префектури, на березі Саґамської затоки, в нижній течії річки Саґамі. Належить до особливих міст Японії. Виникло на основі постоялого містечка раннього нового часу на Східноморському шляху. Складова Токійсько-Йокогомаського промислового району. Основою економіки є хімічна промисловість, комерція. Щорічно в місті проводяться великі паради на свято Танабата. Станом на 1 квітня 2009 площа міста становила 67,83 км². Станом на 1 липня 2011 населення міста становило 260 387 осіб.

## Відомі особистості
- Отакі Амі (* 1989) — японська футболістка.
- Коно Таро (* 1963) — японський політик.

## Міста-побратими
- Такаяма, Японія (1982)
- Ідзу, Японія (1982)
- Ханамакі, Японія (1984)
- Лоренс, США (1990)